# Turn-Europameisterschaften 1983 (Frauen)
Die 14. Turn-Europameisterschaften der Frauen fanden 1983 in Göteborg statt. Island und Irland nahmen erstmals an einer Turn-EM der Frauen teil.

## Teilnehmer
- Belgien
- Bulgarien
- Dänemark
- Deutsche Demokratische Republik
- BR Deutschland
- Finnland
- Frankreich
- Irland
- Island
- Italien
- Niederlande
- Norwegen
- Österreich
- Portugal
- Rumänien
- Schweden
- Schweiz
- Spanien
- Sowjetunion
- Ungarn
- Vereinigtes Königreich
- Tschechoslowakei

## Ergebnisse

### Mehrkampf
|      |                    |        |
| Rang | Athletin           | Punkte |
| 1    | Olga Bitscherowa   | 39.150 |
| 2    | Lavinia Agache     | 39.100 |
| 3    | Albina Schitschowa | 38.900 |
| 3    | Ecaterina Szabó    | 38.900 |
| 5    | Astrid Heese       | 38.550 |
| 6    | Soja Grantscharowa | 38.500 |
| 6    | Silvia Rau         | 38.500 |
| 8    | Jana Labáková      | 38.400 |

### Gerätefinals
| Rang | Athletin           | Punkte |
| ---- | ------------------ | ------ |
| 1    | Olga Bitscherowa   | 19.650 |
| 2    | Ecaterina Szabó    | 19.525 |
| 3    | Lavinia Agache     | 19.500 |
| 3    | Boriana Stojanowa  | 19.500 |
| 5    | Albina Schitschowa | 19.450 |
| 6    | Astrid Heese       | 19.300 |
| 7    | Soja Grantscharowa | 19.275 |
| 8    | Silvia Rau         | 19.225 |

| Rang | Athletin           | Punkte |
| ---- | ------------------ | ------ |
| 1    | Ecaterina Szabó    | 19.700 |
| 2    | Lavinia Agache     | 19.500 |
| 3    | Jana Labáková      | 19.450 |
| 4    | Albina Schitschowa | 19.400 |
| 4    | Silvia Rau         | 19.400 |
| 6    | Soja Grantscharowa | 19.300 |
| 6    | Galina Marinowa    | 19.300 |
| 8    | Hana Říčná         | 19.200 |

| Rang | Athletin            | Punkte |
| ---- | ------------------- | ------ |
| 1    | Lavinia Agache      | 19.650 |
| 2    | Astrid Heese        | 19.400 |
| 3    | Mihaela Stănuleț    | 19.200 |
| 4    | Natalja Jurtschenko | 19.050 |
| 5    | Silvia Rau          | 19.000 |
| 6    | Albina Schitschowa  | 18.800 |
| 7    | Martina Polcrova    | 18.700 |
| 8    | Jana Labáková       | 18.500 |

| Rang | Athletin            | Punkte |
| ---- | ------------------- | ------ |
| 1    | Olga Bitscherowa    | 19.800 |
| 1    | Ecaterina Szabó     | 19.800 |
| 3    | Boriana Stojanowa   | 19.750 |
| 4    | Soja Grantscharowa  | 19.600 |
| 4    | Natalja Jurtschenko | 19.600 |
| 6    | Astrid Heese        | 19.350 |
| 6    | Hana Říčná          | 19.350 |
| 8    | Lavinia Agache      | 19.000 |

## Medaillenspiegel
|      |                  |      |        |        |        |
| Rang | Land             | Gold | Silber | Bronze | Gesamt |
| 1    | Rumänien         | 3    | 3      | 3      | 9      |
| 2    | Sowjetunion      | 3    | –      | 1      | 4      |
| 3    | DDR              | –    | 1      | –      | 1      |
| 4    | Bulgarien        | –    | –      | 2      | 2      |
| 5    | Tschechoslowakei | –    | –      | 1      | 1      |